# Черкасовский сельский совет
Черкасовский сельский совет (укр. Черкасівська сільська рада) — входит в состав
Полтавского района
Полтавской области
Украины.
Административный центр сельского совета находится в 
с. Черкасовка.

## Населённые пункты совета
- с. Черкасовка
- с. Божки
- с. Божково
- с. Бурты
- с. Вербовое
- с. Ольховщина
- с. Коломак
- с. Опошняны